# Laurel und Hardy: Die Dame auf der Schulter
Die Dame auf der Schulter oder auch Die Mustergatten ist eine US-amerikanische Kurzfilm-Komödie von James W. Horne aus dem Jahre 1931 mit dem Komikerduo Stan Laurel und Oliver Hardy in den Hauptrollen.

## Handlung
Ollie ist Politiker und kandidiert für das Amt des Bürgermeisters. Der Erfolg seiner Wahlkampagne wird jedoch stark gefährdet: Eine ehemalige Geliebte von Ollie taucht unverhofft in seinem Büro auf. Sie besitzt ein pikantes Foto von Ollie und sich aus früheren Jahren und droht, das Foto in der Zeitung zu veröffentlichen – es sei denn, dass Ollie ihr Geld zukommen lässt. Um die Sache aus der Welt zu bringen, will Ollie die Erpresserin am Abend in ihrer Wohnung treffen. Ollies Frau hat jedoch am selben Abend zu einer Feier in ihrem Hause mit einigen hochgestellten Gästen eingeladen, die Ollie unbedingt für sich als Bürgermeister begeistern will. Deshalb soll an seiner Stelle am Abend sein Freund und Assistent Stan die Erpresserin besuchen, um sie so lange aufzuhalten, bis er später dazu stößt.
Die Erpresserin wird jedoch zornig, als Stan anstelle von Ollie in ihrer Wohnung erscheint. Sie will zu Ollies Haus gelangen, um ihn dort zu kompromittieren. Stan versucht die Erpresserin mit allen Mitteln aufzuhalten, worauf eine regelrechte Schlacht zwischen beiden entbrennt. Im Verlaufe des Abends wird Ollie von den beiden regelmäßig angerufen, was bei seiner Feier für einige Störungen und Irritationen sorgt. Auch Ollies Frau verdächtigt ihn, dass er ihr etwas verheimlichen könnte. Unterdessen kommt es auf der Straße zwischen Stan und der Erpresserin zu einer Prügelei, was eine ältere, männerhassende Freundin von Stans Frau beobachtet und für eine sexuelle Belästigung der Erpresserin seitens Stan hält. Die Freundin informiert Mrs. Laurel über den Vorfall, die sich daraufhin erzürnt mit einer Axt auf die Suche nach ihrem Mann macht.
Nachdem Ollies Gäste sich verabschiedet haben, erreicht die wütende Erpresserin mit Stan das Haus. Ollie kann sie seiner misstrauischen Frau mit Mühe und Not als Mrs. Laurel vorstellen. Als Ollie der Erpresserin in einem Gespräch droht, sie umzubringen und zur Warnung einen Schuss abfeuert, fällt diese vor Schreck in Ohnmacht. Um Mrs. Hardy zu entkommen, wollen Stan und Ollie in einer Verkleidung mit der bewusstlosen Erpresserin aus dem Haus gelangen, wobei sie diese auf die Schulter nehmen. Als Mrs. Laurel im Haus erscheint, bricht Stans und Ollies Verkleidung in sich zusammen. Sie flüchten schnell davon, verfolgt von Mrs. Laurel mit ihrer Axt.

## Hintergründe
Chickens Come Home ist das Remake des Stummfilmes Love ’Em and Weep mit Laurel und Hardy aus dem Jahre 1927. James Finlayson, der hier Ollies Butler in einer Nebenrolle verkörperte, spielte im Original Hardys Rolle, während Hardy im Originalfilm den Richter, einen seiner Gäste, in einer Nebenrolle spielte. Stan Laurel sowie Mae Busch als Erpresserin behielten ihre damaligen Rollen bei. Als Love ’Em and Weep gedreht wurde, traten Finlayson, Laurel und Hardy noch als Komikertrio auf, weshalb es sich auch erklärt, dass Finlayson in der Originalfassung die eigentliche Hauptrolle erhielt.
Der Film wurde zwischen dem 30. Dezember 1930 und dem 10. Januar 1931 in den Studios von Hal Roach gedreht. Am 21. Februar 1931 erschien der Film in den amerikanischen Kinos. Neben der englischen Version gibt es auch eine spanische Version des Filmes, die mit 56 Minuten deutlich länger ist. Darin verkörpern Laurel und Hardy sowie James Finlayson als Butler mit gebrochenem Spanisch ihre Rollen erneut, während die weiteren Rollen mit Spanisch sprechenden Schauspielern ausgefüllt werden. Der Magier und Vaudeville-Künstler Hadji Ali hat in dieser Version einen Gastauftritt als Künstler auf Ollies Feier.

## Deutsche Fassung
Erstmals erschien der Film unter dem Titel Dick und Doof: Die Mustergatten. Die Fassung wurde von der IFU in Remagen erstellt. Das Dialogbuch verfassten Fritz Benscher und Manfred R. Köhler, letzterer übernahm auch die Dialogregie. Stan Laurel wurde von Walter Bluhm gesprochen, Oliver Hardy von Hermann Pfeiffer. Es handelt sich um die einzige Synchronfassung dieses Films, die auch auf DVD erschien.